# ТЕС Коста Норте-II
ТЕС Коста Норте-II (ісп. Costa Norte-II) — електростанція в Панамі, для якої обрана технологія комбінованого парогазового циклу. Перша подібна ТЕС в країні.
Для розміщення ТЕС призначений майданчик в зоні Панамського каналу біля міста Колон. Загальна потужність енергоблоку, генеральним підрядником спорудження якого стала південнокорейська POSCO, становитиме 381 МВт. Одним із основних субконтракторів є General Electric, яка виготовить три газові турбіни 6F.03 потужністю по 75 МВт. Крім того, буде встановлена одна парова турбіна.
Роботи на майданчику Costa Norte-II розпочались у 2016 році, первісний планований термін введення електростанції в експлуатацію — 2018 рік.
Необхідний для роботи електростанції природний газ планується імпортувати у вигляді ЗПГ через споруджений поряд термінал, а його зберігання забезпечуватиме сховище об'ємом 180 000 м3. Загальна вартість ТЕС і сховища оцінюється у 650 млн доларів США, вартість проекту з урахуванням споруд терміналу — понад 1,1 млрд.
Для видачі продукції передбачається спорудити ЛЕП довжиною 17 км, розраховану на напругу 230 кВ.